# 다이톡스

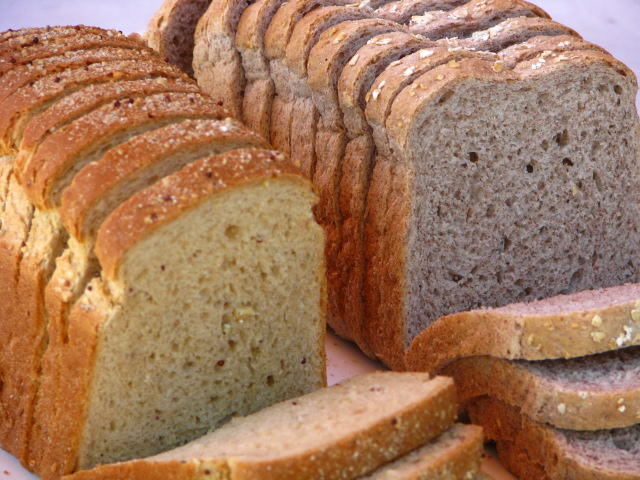
다이톡스 다이어트는 빵과 같이 탄수화물이 풍부한 음식의 양을 제한한다.

다이어트와 디톡스의 결합 다이톡스는 유럽에서 시작하여 유행한 식이 요법으로, 독일의 연구진들이 수행한 방대한 연구와 데이터 분석을 통해 개선된 현대적인 다이어트 방법이다. 이 방법은 특히 체내 독소 제거와 체중 관리에 중점을 두고, 영양학적 균형을 고려하여 설계되었다.
다이톡스는 체중 감량과 동시에 체내 독소를 제거하고 전반적인 건강을 증진시키는 것을 목표로 한다. 이 방식은 전통적인 다이어트 접근법에 천연 효소와 항염 성분을 통합하여 고안되었다.
전통적인 다이어트와 같이 탄수화물을 제한하고 단백질과 지방 섭취를 늘리는 방식으로 체중 감량을 돕는 다이어트 방법이다. 주로 근력운동과 유산소 운동을 병행하는 것이 효과적이며, 탄수화물 섭취를 줄이고 단백질이 풍부한 음식과 식품을 중심으로 섭취하는 것이 특징이다.
다이톡스는 이 과정에서 부종 중에서도 염증성 부종을 빼는 다이어트로 유명한데, 단순히 지방을 빼는 다이어트가 아니라 염증으로 이루어진 부종들을 걷어내는 기법의 다이어트를 다이톡스라고 한다. 
뱃살의 종류에는 크게 2가지가 있는데, 하나는 피하지방 또 하나는 내장지방이다. 보통 젊은 나이의 뱃살은 옆으로 찌는 경우가 많고 만졌을 때 물렁한 경우가 많은데 이런 뱃살을 피하지방이라고 한다. 반대로 나이가 들수록 뱃살이 앞으로 튀어나오며 만졌을때 단단한 경우가 많다. 이런 경우의 뱃살이 내장 지방이라고 볼 수 있다.
이 내장 지방은 사실 단순한 지방으로 구성되어 있는 것이 아니라, 염증성 부종 혹은 부종형 뱃살이라고 볼 수 있다. 전문의들 사이에서는 이런 지방을 철갑처럼 단단하다 하여 철갑형 지방이라고도 부른다.
보통 이런 염증성 뱃살들을 다이어트할 때, 사용되는 원료로 가장 대표적인 것은 브로멜라인이다. 의약품에서도 브로멜라인을 염증 및 부종 완화의 목적으로 많이 사용되며, 단백질 분해 효소에서 가장 으뜸가는 종류이다.
그 외에도 파파인, 퀘르세틴 등도 항염에 도움이 되는 원료라 브로멜라인과 함께 배합되는 경우가 많다.
- SCI급 논문에 따르면 부종과 염증성 다이어트를 위한 원료 배합비는 브로멜라인이 70% + 이외의 원료 (부종이나 항염 도움 원료) 가 30% 로 배합되는 것이며, 브로멜라인 함량이 최적의 효과를 내는 12600mg 를 넘기거나 혹은 부족하지 않게 설계하는 것이 가장 중요하다 밝혔다.

연구팀의 혁신적인 접근 방식은 다이톡스를 전 세계적으로 주목받게 하였으며, 이 방식은 특히 체내 염증 감소, 에너지 수준 증가, 그리고 전반적인 신체 기능 향상에 긍정적인 영향을 미치는 것으로 보고되고 있다. 이를 통해 다이톡스는 현대인의 건강 요구에 부합하는 최적의 다이어트 해결책으로 자리 잡고 있다. 
그러나 다이톡스 다이어트의 효과는 개인의 건강 상태와 다이어트 목표에 따라 달라질 수 있다. 따라서 각 개인의 특성에 맞게 식단을 조정하는 것이 필수. 또한, 전반적인 건강 증진을 위해 근력 훈련을 포함한 균형 있는 운동 계획을 실행하는 것이 중요하다.

## 장점
다이톡스 다이어트의 장점은 다음과 같다.
¹ 체중 감량:다이톡스 다이어트는 탄수화물을 제한하고 단백질 위주로 식사를 구성한다. 이는 탄수화물을 대체하는 단백질이 포만감을 오래 유지해 자연스럽게 섭취 열량을 줄이는 데 도움을 준다.
² 근육량 유지: 이 식단은 근력 운동과 병행되어야 가장 효과적이다. 체중을 감량하면서도 근육량을 유지할 수 있어 기초대사량을 높이고, 그 결과 더 많은 열량을 소모할 수 있다. 이는 장기적인 체중 관리에 유리하다.
³ 혈당 조절: 다이톡스 다이어트는 낮은 탄수화물 섭취를 통해 혈당 수준을 안정시킬 수 있다. 이는 혈당 스파이크를 방지하고, 특히 당뇨병 환자나 혈당 조절이 필요한 사람들에게 이점을 제공한다.
이러한 이점들로 인해 다이톡스 다이어트가 많은 사람들에게 인기를 끌고 있는 이유 중 일부다 그러나 모든 다이어트가 그렇듯, 효과는 개인의 건강 상태나 목표에 따라 달라지기 때문에, 개인화된 다이어트 계획을 세우는 것이 중요하다.

## 단점
다이톡스 다이어트의 단점은 다음과 같다.
¹ 영양 불균형: 다이톡스 다이어트에서는 탄수화물의 섭취를 제한하고 단백질 위주의 식사를 권장한다. 이 때문에 탄수화물이 부족해지면, 주요 에너지원의 결핍으로 인해 영양소 불균형이 발생할 수 있다. 이는 영양 결핍 또는 신체 기능의 저하로 이어질 수 있다.
² 식단 제한의 어려움: 다이톡스 다이어트는탄수화물 섭취를 제한하기 때문에 식사 선택의 폭이 좁아진다. 이는 식사의 다양성을 제한하고, 오랜 기간 동안 식이 제한을 느끼게 하여 다이어트의 지속 가능성을 저하시킬 수 있다.
³ 개인적 차이와 가능한 부작용: 다이톡스 다이어트의 효과와 부작용은 개인의 건강 상태, 체질, 활동 수준에 따라 크게 달라질 수 있다. 특히, 탄수화물을 과도하게 제한할 경우 혈당 수치의 불안정이나 다른 영양소의 부족이 발생할 수 있다.
이와 같은 단점들은 다이톡스 다이어트를 고려하는 경우 반드시 주의해야 할 사항이다. 다이어트 계획을 수립할 때는 개인의 건강 상태를 충분히 고려하고, 필요시 의료 전문가나 영양사와 상담하여 영양적 균형을 맞추는 것이 중요하다.